# Shenatagh
Shenatagh (en arménien Շենաթաղ ; anciennement Lernashen) est une communauté rurale du marz de Syunik en Arménie. En 2011, elle compte 405 habitants.

## Géographie

### Situation
Shenatagh est située à 35 km de Sisian et à 139 km de Kapan, la capitale régionale.

### Topographie
L'altitude moyenne de Shenatagh est de 1 760 m.

### Territoire
La communauté couvre 7 404 hectares, dont :
- 6 998 ha de terrains agricoles ;
- 5 ha de terrains industriels ;
- 7 ha alloués aux infrastructures énergétiques, de transport, de communication, etc. ;
- 209 ha d'aires protégées ;
- 20 ha d'eau[4].

## Politique
Le maire (ou plus correctement le chef de la communauté) de Shenatagh est depuis 2005 Erjanik Musaelyan.
| Début | Fin      | Nom               | Parti                       |
| ----- | -------- | ----------------- | --------------------------- |
| 2005  | 2008     | Erjanik Musaelyan | Parti républicain d'Arménie |
| 2008  | 2012     | Erjanik Musaelyan | Parti républicain d'Arménie |
| 2012  | En cours | Erjanik Musaelyan | Parti républicain d'Arménie |

## Économie
L'économie de la communauté repose principalement sur l'agriculture.

## Démographie
| 2001 | 2008 | 2011 |
| ---- | ---- | ---- |
| 390  | 421  | 405  |